# Папа Павле III
Папа Павле III (лат. Paulus III; Канино, 29. фебруар 1468 — Рим, 20. новембар 1549) је био 220. папа од 23. октобра 1534. до 10. новембра 1549.